# Condado de San Juan (Nuevo México)
El condado de San Juan es uno de los 33 condados del estado estadounidense de Nuevo México. La sede del condado es Aztec, y su mayor ciudad es Farmington. El condado tiene un área de 14.344 km² (de los cuales 63 km² están cubiertos por agua) y una población de 113.801 habitantes, para una densidad de población de 8 hab/km² (según censo nacional de 2000). Este condado fue fundado en 1887.

## Evolución demográfica
A continuación se presenta una tabla que muestra la evolución de la población entre 1900 y 1990
| Año        | 1900 | 1910 | 1920 | 1930  | 1940  | 1950  | 1960  | 1970  | 1980  | 1990  |
| ---------- | ---- | ---- | ---- | ----- | ----- | ----- | ----- | ----- | ----- | ----- |
| Habitantes | 4828 | 8504 | 8333 | 14701 | 17115 | 18292 | 53306 | 52517 | 81433 | 91605 |